# 原武昭彦
原武 昭彦（はらたけ あきひこ、1957年11月5日 - ）は、福岡県出身の俳優、演出家。
身長162cm。体重55kg。東映京都俳優養成所7期生。石井光三オフィス、円谷プロダクション芸能部を経て、株式会社　アール・クルーに所属。

## 来歴
1986年 お笑いコンビ ジョーク・アベニューを結成。1992年 NHK新人演芸大賞優秀賞を受賞。1997年に解散。2002年 映画「バネ式」主演。監督:吉田照美。音楽:井上陽水。共演:乙葉、伊東四朗、なぎら健壱、せんだみつお、みうらじゅん。近年は舞台、単館系映画出演が多い。

## 生い立ち
幼少のころ貧しく、原武の父曰く「うちは町内一の貧乏だ」幼い頃から農作業を手伝い、小学生から新聞配達、中学で養鶏場のアルバイト。
中学の時に、生意気だという理由で不良グループから袋叩きにされる。
倍くらいに腫れた顔を見た父は、木刀を持ってきて「誰にやられた？名前を言え！」父を罪人にするわけにはいかないので家族で止めた。
貧しかったが、愛情には恵まれていた。
中学の時に役者に憧れて、中学を卒業したその日に役者を目指して夜行列車で東京へ家出する。仕事をするにも、ホテルに泊まるにも、家出人と疑われる。やむなく田舎へ戻る。
数々の仕事、アルバイトを経験する。
役者は背が高くないと無理と諦めつつあったが、アルパチーノの「狼たちの午後」を映画館で観て衝撃を受ける。「こんなに背が低くて、こんなに凄い役者がいるんだ！」
「東映俳優養成所募集」の貼紙を映画館で見て応募する。
毎年正月に願かける「家、車、妻、子供、全てなくていいので、役者として一花咲かせて下さい」

## 出演

### 映画
- 真田幸村の謀略(1979年)エキストラ
- 将軍ショーグン(1980年)エキストラ
- 徳川一族の崩壊(1980年)エキストラ
- ビリーザキッドの新しい夜明け(1986年)エキストラ
- 童貞物語２(1988年)黒服役
- 幕末純情伝（1991年）
- 死神パラダイス（1999年）
- バネ式（2002年） - 男 役　主演
- 名波はるかのスパイガール大作戦(2002年)ビリーゲイ役　監督内藤忠司
- かにゴールキーパー(2006年)
- 大決戦!超ウルトラ8兄弟（2008年） - トラックの運転手 役
- 幸せバロメーター(2010年)監督とちぼり元
- 姉妹(2013年)日大芸術学部制作
- 青春Ｈスターティング・オーヴァー（2013年）
- 青春Ｈ愛こそはすべて(2014年)
- 地球防衛未亡人（2014年） - 電力会社社員3 役
- Star〜スター(2014年)
- 再生(2015年)河口湖映画祭上映作品
- キュウリとトマト(2017年)浜松映画祭上映作品
- ロバマン(2019年)主演吉田照美

### テレビドラマ
- 長七郎江戸日記(1979年)エキストラ
- 銭形平次スペシャル(1979年)エキストラ
- なっちゃんの写真館(1980年)駅員役
- 爆走ドーベルマン刑事(1980年)エキストラ
- 痛快ＯＬ通り(1986年)土木作業員役
- あまえないでよ(1987年)
- 親子漫才(1987年)
- 月曜ドラマランド宇宙少女モルモ(1987年)
- なまいきざかりスペシャル(1987年)誘拐犯人役
- 親子ジグザグ(1987年)おふくろ食堂の客役
- キスより簡単(1987年)引越作業員役
- 心はロンリー気持ちは…(1986年〜1989年)
- 木勢家の人々(1995年)
- キッズプラネット1・2(1999年)
- 駅弁刑事・神保徳之助2(2007年)
- オレの妹急上昇(1988年)
- 川、いつか海へ 6つの愛の物語(2003年)
- 金曜プレステージ
- 経済ドキュメンタリードラマ ルビコンの決断 〜まずいをうまいに変えたポカリスエット編〜(2009年)
- 終着駅の牛尾刑事VS事件記者・冴子13 家族の食卓(2013年)
- 白鳥麗子でございます!(1989年)
- 母性愛-MAMA-(1991年)
- カルトなＱ(1992年)
- ホームワーク(1993年)
- 天才てれびくん ザ・ドリームサーフィン（ディレクター）(2000年)
- 湘南瓦屋根物語(2002年)
- 十津川刑事の肖像4(2011年)
- 水戸黄門 第40部（松吉）(2009年)
- 迷宮美術館(2009年)再現

- 仮面ライダーシリーズ
  - 仮面ライダー555 第2話「ベルトの力」（2003年） - 警官 役
  - 仮面ライダー剣 第31話「53番目の存在」（2004年） - ネットカフェ店長 役

- 爆竜戦隊アバレンジャー 第48話「ファイナルアバレゲーム」（2004年） - 凶暴化する一般市民 役

- ウルトラシリーズ
  - ウルトラマンネクサス 第1話「夜襲 - ナイトレイド -」（2004年） - 観光バスの乗客 役
  - ULTRASEVEN X 第8話「BLOOD MESSAGE」（2007年） - 過去に出現したヒュプナス 役

- 相棒　season13第13回(2014年)ライヴハウススタッフ役

- TXQ FICTION イシナガキクエを探しています 第3話（2024年5月18日、テレビ東京）- ワイドショー番組の司会者 役

### バラエティ
- 俺たちひょうきん族(1987年)
- おいしんぼクラブ(1987年)
- 真夏の忠臣蔵(1987年)
- 土曜シンドローム(1987年)
- なっとく歴史館(1988年〜1989年)再現
- テレビの裏側全部見せます(1988年)
- 金曜おもしろバラエティー祝・赤信号(1988年)
- 協力４５(1988年)
- ひょうきんスペシャル/ひょうきんフィルム(1988年)

```
 山田邦子監督作品、ラ・サール石井監督作品　2作品出演
```

- ターニング８８(1989年)
- いただきます(1990年)これっきりですかマン
- ザ・テレビ演芸(1991年)
- ギミアブレイク(1991年)
- ほのぼのワイド(1991年)
- カルトQ (1992年)
- レディース４(1992年)
- 出前寄席(1992年)
- 音効さん(1993年)
- 出前寄席(1992年)
- 高城剛Ｘ(1992年)
- スペースＪ(1994年)
- ＴＶぶらんち(1994年)
- 作法の極意(1995年)
- カジノザウルス(1996年)
- ニュースアイ(2000)再現
- ＭＴＶイースピリットピクス(2007年)
- ラプラスの因果律(2016年)主演
- 歴史探偵(2025年3月19日)NHK 唐辛子売り役

<ＯＶ　その他>
- ラ・サール石井の受験塾(1988年)
- 週刊ポスト　カセット版(1989年)カセットジャンプ
- ラ・サール石井のスピーチなんか怖くない(1994年)
- アップルヴィーナス(1998年)

- ビーラン取材(1995年)
- アスキーさん 大槻ケンジ氏と対談(2003年)

- わがまま大好き(1987年)前説
- なっとく歴史館(1988年)前説

### 舞台
- 冷たい夜に(1986年)出演:小川菜摘 磯野貴理子他　作演出:渡辺正行
- 恋は愚かと言うけれど(1986年)紀伊國屋ホール　出演:コント赤信号　室井滋他
- 風にのれ…風に眠れ(1986年)渡辺正行プロデュース
- 冷たい夜に 再演(1987年)
- サバニよ、風にのって走れ(1988年)紀伊國屋ホール　出演:コント赤信号　花王おさむ他
- 曽根崎新宿(1988年)サッポロホンダ劇場　和田勉演出　出演:ラ・サール石井他
- 曽根崎新宿(1988年)大阪近鉄劇場　和田勉演出
- 悲しみにてやんでえ(1998年)
- １秒だけモノクローム(1998年)池袋シアターグリーン
- 水の中のホームベース(1998年)
- ジャズお父さん２(1998年)習志野市民会館
- ジャズお父さん２(1998年)新宿ビプランシアター
- 萬天館劇場　アネマ・エコーレ(1998年)
- 宇宙日和(1999年)作:立川志らく
- 桜(1999年)東京芸術劇場　ゲスト:高田文夫　春風亭昇太　立川志らく
- １秒だけモノクローム(1999年)銀座小劇場
- ラストシーン(1999年)
- さすぺんす（2001年）
- Ｃｕｅ(2002年)
- 銀色の少年（2004年） - 春山風太郎 役
- エクソシスト達の憂さ晴らし（2004年）作演出:立川志らく
- 信じてはいけない(2004年)作演出:とちぼり木
- リカちゃんと怪獣（2005年)作演出:立川志らく
- 散々花(2005年)東京芸術劇場　作演出:とちぼり木
- アニメのアニマＤＸ(2005年)作演出:とちぼり木
- あ・うん（2005年、2006年）出演:片桐仁　北原佐和子他
- スクープ・アイ(2006年)作演出:とちぼり木
- 新１６号の顛末(2006)作演出:とちぼり木
- ハルちゃん(2006)作:ラ・サール石井　出演:国分佐智子他
- はなび（2006年）作演出:立川志らく
- ひとりでに森(2006年)出演:酒井莉加他
- ヴェニスの商人?（2007年）出演:北原佐和子他
- レッツ・ツイスト・アゲイン(2007年)有名塾vol１
- どん底 〜化け物達の晩餐会〜（2007年）出演:岩間沙織他
- あした 〜愛の名言集〜（2008年）紀伊國屋ホール　出演:森口博子　岩間沙織　北原佐和子他
- オーバーラップ(2008年)作演出:とちぼり木
- 遠くから来た人（2009年）作演出:とちぼり木
- 母屍2 竹久夢二 異聞（2009年）出演:九十九一他
- 人間工場（2009年）
- 文学狂男 〜縛り首の季節〜（2009年）
- 恋はハイホー 〜中島はニゴラナイ〜（2010年）作演出:とちぼり木
- レッツツイストアゲイン(2010年)有名塾プロデュース　ナレーション:モロ師岡　ゲスト:コンタキンテ　赤プル　荒木巴
- ねずみ王国(2010年)
- オーバーラップ　再演(2010)作演出:とちぼり木
- サチオ／コメディアン物語(1997年)※作・演出・プロデュースも担当 有名塾第旗揚げ公演　池袋演劇祭参加作品　ゲスト:三善英史
- ドラゴンビルサービス(2010)有名塾2度目の旗揚げ公演　ナレーション:片桐仁
- なぞのキューピーvol.１　白いゲルニカ(2011年)演出:酒井莉加
- ヴェニスの商人？(2011年)再演　出演:ミッキーカーチス　蛭子能収　竹本孝之他
- なぞのキューピーvol．２　せんきの虫(2012年)演出:酒井莉加
- 幹事の器(2012年)作:たかはＣ
- 30億円事件(2012年)作演出:とちぼり木
- レッツ・ツイスト・アゲイン(2013年)有名塾プロデュース
- ティーガーデンで逢いましょう(2013年)
- ホワイトタイガース(2014年)
- 芝浜(2014年)出演:川上麻衣子　ミッキーカーチス　蛭子能収　竹本孝之他
- 地獄の同窓会(2015年)日替わりゲストでの出演　作:立川志らく　演出:酒井莉加
- 真景累ヶ淵殺人事件(2015年)出演:川上麻衣子　ミッキーカーチス　蛭子能収　竹本孝之他
- 幸福論(2015年)出演:鳥居みゆき　青山ひかる他
- 不幸の家族(2016年)作演出:立川志らく
- アナログコミュニケーションズ(2016年)作演出:たかはＣ
- 不幸の家族(2017年)出演:川上麻衣子　にしおかすみこ他
- 人形島同窓会(2018年)出演:川上麻衣子他
- Saga the stage 七英雄の帰還(2018年)脚本:とちぼり木　主演演出:佐藤アツヒロ　埼玉・東京・大阪公演
- 不幸の正義の味方(2019年)作演出:立川志らく
- Saga the stage 再生の絆(2024年)脚本演出:とちぼり木　出演:松田凌　佐藤アツヒロ　土屋アンナ　東京公演/池袋サンシャイン劇場　大阪公演/サンケイホールプリーゼ
- 原田大二郎×佐藤正治〜朗読とパーカッションの新世界(2024)ピンでコント

<舞台　バラエティー>
- うわの空ライブ１(1999年)
- うわの空ライブ２(1999年)
- 新コンビ決定、相方はオレだ!(2001年)出演　春風亭昇太　林家彦一　神田山陽　青木さやか　原武昭彦　プロデュース:神田山陽　構成:春風亭昇太
- 全日本ぴん立ちトーク選手権１(1996年)出演:吉田照美他
- 全日本ぴん立ちトーク選手権２(1996年)出演:吉田照美他
- 麻生果那ライヴ　おバカでいこう(1996年)
- 全日本ピン立ちトーク選手権３(1996年)出演:吉田照美他
- バネ式 舞台版(2000年7月)文化放送　作演出:吉田照美
- バネ式　舞台拡大版(2000年8月)博品館劇場　作演出:吉田照美
- ゆるゆる寄席(2020年)トークゲスト

<舞台　演出>
- 有名塾旗揚げ公演　サチオ「コメディアン物語」(1997)作演出・プロデュース・出演
- お笑いスウィングタイムvol.2/サチオ(1997年)作演出・出演
- ｅ-Actors サチオ(2004年)作演出・プロデュース
- 有名塾vol.１　レッツ・ツイスト・アゲイン(2007)作演出・プロデュース・出演
- 有名塾&EBAプロデュース　レッツ・ツイスト・アゲイン(2010年)作演出・プロデュース・出演
- 有名塾　2度目の旗揚げ公演　ドラゴンビルサービス(2010)作演出・プロデュース・出演
- TUAアトリエ公演　レッツ・ツイスト・アゲイン(2013年)作演出・プロデュース・出演
- 幹事の器(2013年)演出

<ショーパブ出演>
- 渋谷ヒットパレード(1990年1月〜3月)

```
 月曜日〜土曜日　1日3ステージ
```

<お笑いライブ　プロデュース>
EBAお笑いライブ(2016年)出演:赤プル　モエヤン　荒木巴他
月１開催

### Vシネマ
- トラブルシューター(1994年)
- １２の物語/最後の芸人(1995年)監督:天願大介
- 全裸女社長漫遊紀（1995年）
- 飛び出せ! 全裸学園（1995年）
- オタスケガール（2003年）

### ラジオ
- 斉藤一美のとんカツワイド(1994年・1995年・1997年)
- 吉田照美のやる気まんまん(1995年・1996年)
- ジョークアベニュー・ワンナイトショー（DJ）(1993年)
- ロッキン★ヘブン(1993年)
- ラジオたんぱ　人生3割3分「合格オールガイド/木曜日」のコーナー(2003年)
- 飛べサルバドール　飛び出せ子ザル(2015年)

### CM
- ファイザー製薬(1998年)
- ＫＤＤＩ(2000年)
- NTTドコモ関西（2002年）
- 日本テレビ（2006年）
- アメリカンホーム　ザ大人の医療保険(2008年)
- 京セラミタ（2007年）
- ウーバーイーツ(2024年)

＜ＰＶ＞
- マツダＲＸ７(1991年)
- ＫＥＩＫＯ　２００１(2001年)
- プロントインフォマーシャル　ホットシャワー３(2005年)
- ＪＡ(2008年)
- 育毛剤　髪根頭(2011年)スチール
- 鳴門市ＰＲ(2019年)

### CD
- 神田山陽 講談集 鼠小僧外伝「鼠小僧とサンタクロース」（2005年）